# Us Against the World (canção de Westlife)
"Us Against the World" é o segundo single do nono álbum de estúdio de Westlife, Back Home. O single foi lançado em 3 de março de 2008 na Irlanda e no Reino Unido. O single foi oficialmente confirmado por Nicky Byrne durante uma entrevista para o The X Factor inglês, que mais tarde apareceu no site oficial da banda. A canção foi composta por Arnthor Birgisson, Rami Yacoub e Savan Kotecha. O trio também contribuiu para as faixas otimistas sobre o álbum Back Home, ou seja, "Something Right", "The Easy Way" e "Pictures in My Head". "Us Against the World" também foi dedicado a fãs de todo o mundo por seu apoio contínuo para o Westlife. A banda deu sua primeira apresentação ao vivo de "Us Against the World" no especial de TV The Westlife Show - Live, que foi transmitido em 15 de dezembro de 2007. Nas Filipinas, o single foi lançado e o vídeo musical estreou em 3 de julho de 2008, data de aniversário da banda.

## Faixas
UK CD1
1. "Us Against the World" (Single Mix)
2. "Get Away"

UK CD2
1. "Us Against the World" (Single Mix)
2. "I'm Already There" (Ashanti Boyz Remix)
3. "Us Against the World" (The Wideboys Remix Radio Edit)

## Sobre o videoclipe
A banda anunciou através de seu site oficial que iriam começar a filmar o vídeo em 4 de dezembro de 2007 . O vídeo da música é um marco importante na década da banda de música. O vídeo estreou em 14 de fevereiro, enquanto que o single foi lançado em 3 de Março de 2008. O vídeo inicial, que mostrava ambos os rapazes e os seus entes queridos, foi filmado no Rugby Twickenham Stadium em Londres, durante um período de dois dias. Louis Walsh, empresário da banda, teve uma participação especial no vídeo. No entanto, a banda tinha um refazer do vídeo da música, devido à desaprovação de Simon Cowell, que não gostou do primeiro vídeo. Isso pode ter causado a data de lançamento a ser adiado para 3 de marco em vez de 25 de fevereiro. O vídeo mostra a banda caminhando por um segmento de tapete vermelho encenado, no interior do banco traseiro de um carro em movimento, passar tempo com seus entes queridos, juntamente com fotos e vídeos de sua última década. Uma ausência notável do vídeo foi o parceiro de Mark Feehily, Kevin McDaid. Nenhuma explicação foi dada por qual motivo ele não foi incluído no vídeo final.

## Lançamento e desempenho nas paradas
Antes de seu lançamento físico, a música conseguiu a posição #40 no UK Singles Chart Oficial e em #27 na parada de singles Oficial irlandesa baseada em downloads digitais. Em 3 de março de 2008, o single foi lançado em seu formato físico, subindo 32 posições em #8 no UK Singles Chart e na posição #6 na parada de singles da Irlanda. Uma versão ao vivo do single também foi disponibilizado para download. Isto marca a primeira vez na história do Westlife que um single não foi capaz de atingir o top 5 no Reino Unido, tornando "Us Against the World" o single de menor venda da banda até à data. O single atingiu também em #14 na UK Airplay Chart TV e #24 em UK Radio Airplay Chart. A canção alcançou a posição #8 no Top 40 Oficial do Reino Unido (Official UK top 40). 
Muitos fãs acusaram a gravadora, Sony BMG, para colocar a música para download até duas semanas antes do lançamento físico do single, bem como a escolha para lançar durante a Back Home Tour, resultando na promoção inadequada do single. Uma situação semelhante ocorreu em 2002 quando "Bop Bop Baby", foi lançado enquanto a banda estava em turnê. Em 4 de maio de 2008, a canção conseguiu voltar a entrar no UK Singles Chart na posição #74. Este é acreditado para ser devido a uma performance do grupo na final ao vivo do programa Britain's Got Talent. O single alcançou a posição #1 nas diversas paradas de rádio na Irlanda, Reino Unido, Vietnã, África do Sul e Filipinas, na Tailândia #2, # 7 na Indonésia, #20 na Suécia, #22 na Rússia. A música também entrou no iTunes Top Songs do Reino Unido e da Irlanda e a parada de vídeos do Top Music (Top Music video Charts). O vídeo da música atingiu a posição #16 no Top 20 da MTV Ásia.
| Paradas (2008)           | Posição |
| ------------------------ | ------- |
| European Hot 100 Singles | 28      |
| Irish Singles Chart      | 6       |
| UK Singles Chart         | 8       |